# Uljaste (Sonda)
Uljste − wieś w Estonii, w prowincji Virumaa Wschodnia, w gminie Sonda.